# Гункель, Герман
Ге́рман Гу́нкель (Hermann Gunkel; полное имя — Иоганн Фридрих Герман Гункель, Johann Friedrich Hermann Gunkel; 23 мая 1862, Шпринге, близ Ганновера – 11 марта 1932, Галле) – немецкий лютеранский богослов и библеист. Получил известность благодаря своим исследованиям Ветхого Завета.

## Очерк жизни и научной деятельности
Уже в студенческие годы (учился в Гёттингенском университете в начале 1880-х годов) он начал общение с представителями зарождающейся Религиозно-исторической школы (Religionsgeschichtliche Schule), к которой впоследствии примкнул. Защитил диссертацию в Гёттингене в 1888 году. С 1888 года – преподаватель Ветхого Завета (доцент) в университете Галле, затем профессор теологии в Берлине (с 1895),  Гисене (с 1907) и Галле (1920–1927). Гункель — автор трудов, которые стали классическими в библейской критике Германии, прежде всего, это комментарии к Псалтири (4-е изд. 1926) и к Книге Бытия (1901; 5-е изд. 1922).
В противовес литературной критике школы Ю. Велльгаузена Гункель продвигал в библеистике «критику жанроформ» (Formkritik und Gattungskritik) как метод исследования. Классификация жанров (форм) была развита учёным применительно к ветхозаветным псалмам — в итоговой монографии «Введение к Псалтири. Жанры религиозной лирики Израиля» (Einleitung in die Psalmen: Die Gattungen der religiösen Lyrik Israels), посмертно изданной в 1933 году. Автор выделяет (среди прочих) гимны, песни интронизации Яхве (Lieder von Jahves Thronbesteigung), плачи, царские псалмы, благодарения и т. д.
В качестве редактора Гункель руководил книжной серией «Исследования по религии и литературе Ветхого и Нового Заветов» (Forschungen zur Religion und Literatur des Alten und Neuen Testaments; сокращённо FRLANT) и возглавлял редакцию второго издания (1927–1931) энциклопедии «Религия в истории и современности» (Die Religion in Geschichte und Gegenwart; сокращённо RGG), в которую сам написал более 300 статей.

## Критика
В своих (немецких) переводах Псалтири Гункель широко пользовался конъектурами и перестановками библейских стихов. Например, в знаменитом своей «испорченностью» Псалме 109 Гункель разместил 2-е полустишие стиха 7 перед стихом 5, а 1-е полустишие оказалось между полустишиями стиха 6. Конъектуры (заключённые в переводах в одиночные кавычки) и перестановки Гункель обосновывал пониманием «жанра»: чтобы псалом соответствовал своему жанру, он должен быть «улучшен», а зачастую и разделен на несколько «независимых» отдельных псалмов. Произвол Гункеля в переводах ещё при его жизни подвергался критике со стороны коллег. Например, путём конъектур и перестановок он придал Псалму 4 такую форму, которая сделала его парадигмой жанра «песни доверия» (Vertrauenslied). В другом случае, благодаря конъектурам в Псалме 7 он «доказал», что в древнем Израиле печень считалась «местом обитания души» (Sitz der Seele).

## Труды (выборка)
- Genesis, übersetzt und erklärt von Hermann Gunkel. Göttingen: Vandenhoeck & Ruprecht, 1901; 5. Auflage Göttingen, 1922.
- Die Psalmen, übersetzt und erklärt von Hermann Gunkel. 4te Aufl. Göttingen: Vandenhoeck & Ruprecht, 1926.
- Einleitung in die Psalmen: Die Gattungen der religiösen Lyrik Israels / hrsg. von Joachim Begrich. Göttingen: Vandenhoeck & Ruprecht, 1933; 4te Aufl. Göttingen, 1985.